# Fichier bancaire des entreprises
Le Fichier bancaire des entreprises (FIBEN) est une base de données gérée par la Banque de France qui en 2009 comprend 250 000 entreprises, auxquelles sont attribuées une cotation qui fournit des éléments d'appréciation de leur capacité à honorer leurs engagements financiers.

## Histoire
Les informations que contient ce fichier ont été progressivement normalisées, centralisées, et informatisées à partir de 1976. Puis, le 26 février 1981, cette base de données a été déclarée auprès de la Commission nationale de l'informatique et des libertés (CNIL) sous l'appellation qu'on lui connaît aujourd'hui, avant d'être rendue accessible par la télématique en 1982.
En application de l'article 18 de la loi informatique et libertés, la CNIL a émis dans sa délibération du 4 mai 1982 un avis favorable à un décret en Conseil d'État, pris le 11 mai 1983, autorisant la Banque de France à utiliser le répertoire national d'identification des personnes physiques (RNIPP) pour la gestion du FIBEN et du FNCI, sous réserve que les numéros d'inscription au RNIPP ne soient pas conservés dans ces fichiers,.

## Utilisations
Le FIBEN est utilisé par les établissements de crédit pour évaluer le risque de défaut des entreprises.
Cette base de données est aussi utilisée par les chercheurs en économie. Par exemple, Philippe Aghion et ses coauteurs l'ont utilisée pour étudier la relation entre les contraintes de crédit et la recherche et développement au cours du cycle économique.